# Divadlo Orfeus
Divadlo Orfeus je nezávislý divadelní spolek. Od roku 1994 provozuje vlastní stejnojmennou komorní scénu v bývalém krytu civilní obrany v Praze 5-Smíchově. Uvádí méně známé a nehrané české i zahraniční autory. Na repertoáru je jak činohra, tak scénické literární večery.

## Historie
Divadlo vzniklo v roce 1967 jako typická „malá scéna“ či „divadlo malých forem“ 60. let s bezprostředním kontaktem herců s diváky v intimním a velmi skromném prostředí. Divadlo založil dramaturg, režisér i herec a recitátor Radim Vašinka, který jej vedl až do své smrti v roce 2016. V letech 1967–1971 působilo ve sklepě na Malostranském náměstí, v pozdějším A studiu Rubín. Podle místa je také divadlo pojmenováno, údajně se zde ve středověku nacházela hospoda U Orfea.
V roce 1971 bylo divadlo komunistickými úřady z malostranských prostor vyhozeno a soubor příležitostně hrál na různých místech Prahy (agitační středisko na Hřebenkách, hospoda v Radlicích, divadlo Solidarita ve Vršovicích,  Kulturního střediska Prahy 4 na Dobešce). 
V letech 1990–1994 hrálo divadlo v soukromém bytě Radima Vašinky ve Zborovské ulici 47. Od roku 1994 si pronajímá prostory bývalého krytu civilní obrany v pražských Košířích, Plzeňská ul. 76. Disponuje sálem pro asi 45 diváků a menším sálem pro literární večery s kapacitou 25 lidí.

## Repertoár
- Ludvík Kundera: Vzpomínky na mí(ě)sta kde jsem nikdy nebyl (premiéra 25. října 1996)
- Guillaume Apollinaire: Zavražděný básník (premiéra 29. dubna 1998)
- Oldřich Wenzl: Nemám se tak zle, jak jsem čekal, a tak dobře, jak jsem se obával (premiéra 26. února 1999)
- Šárka Smazalová: Čaj (premiéra 26. května 1999)
- Pierre-Henri Cami: Věno osiřelé dívky (premiéra 11. února 2000)
- Miroslav Holub: Nepotřebujeme nápovědy, řekly hrdě loutky (premiéra 20. prosince 2000)
- René d'Obaldia: Katova oběť a Dusík (premiéra 22. ledna 2002)
- René d'Obaldia: Nebožtík & Jacques Prévert: Roura k rouře pasuje (premiéra 1. listopadu 2002)
- Vrať mi moje játra (premiéra 3. prosince 2003)
- M. J. Saltykov-Ščedrin: Výhodná svatba a N. V. Gogol: Ženiši (premiéra 30. dubna 2004)
- Máme doma veverku, má červenou prdelku! (premiéra 25. března 2005)
- Roland Dubillard: Kolik kuliček je v pytlíku aneb ... (premiéra 29. března 2006)
- Roland Topor: Dítě pana Vavřince (premiéra 10. ledna 2007)
- Radu Ţuculescu: Letní zahrádka aneb Pojďme jim dát přes držku (premiéra 30. ledna 2008)
- Kozma Prutkov: Triumf ctnosti aneb Organismus se vyčerpal (premiéra 30. ledna 2009)
- Radim Vašinka: Jinošství, mužství, kreténství (premiéra 27. května 2009)
- Jacques Prévert: Není čeho se bát aneb Ten bláznivý dětský svět nedělního rána (premiéra 9. prosince 2009)
- Pierre-Henri Cami: To nejlepší z Camiho (premiéra 22. ledna 2010)
- Ondřej Vaculík: Ovčín (premiéra 9. dubna 2010)
- Radim Vašinka: Ach, Čechy krásné, Čechy mé, duše má by se ráda s touhou pnula, ale nepne se… (premiéra 1. dubna 2011)
- Budete se divit, až vám uši upadnou a oči vylezou z důlků (premiéra 1. února 2012)
- Ludvík Vaculík: Krytové kozy na trati (premiéra 30. března 2012)
- Radim Vašinka: Detektiv Tom Šark (premiéra 30. listopadu 2012)
- René de Obaldia: Mopslíkem z lásky (premiéra 6. dubna 2013)
- Je svět opravdu báječné místo k narození, kde se dají dělat legrační kousky a milostné kousky a psí kusy…a vonět ke kytkám a okukovat sochy a dokonce i myslit a líbat lidi…a tancovat a chodit plavat do řeky a na pikniky…? (premiéra 20. prosince 2013)
- Anton Pavlovič Čechov: Labutí píseň a Sławomir Mrożek: Kouzelná noc (premiéra 7. listopadu 2014)
- Méně jedlé plody rajské zahrady (premiéra 23. dubna 2015)
- Molière: Směšné preciózky (premiéra 11. června 2015)
- Pohádka z dračí sluje (premiéra červenec 2016
- P. H. Cami: Návrat opilcova dítěte a Zelené Karkulky (premiéra 27. ledna 2017)
- Strejček koňská noha: Romská vyprávění (premiéra 17. ledna 2017)
- Inka Machulková: Jako Šimi odpouštíme… (premiéra 12. ledna 2017)
- Antonín Přidal: Zpovědi a odposlechy (premiéra 23. března 2017)
- Ivo Vodseďálek: Jalový je výklad dějin, bez mé vlastní osoby… (premiéra 23. května 2017)
- Radu Ţuculescu: Kravinec uprostřed cesty (premiéra 28. listopadu 2017)
- Jeden spolu domeček šnek a šnekna nemívá (premiéra 27. února 2018)
- Stanisław Ignacy Witkiewicz: Bláznivá lokomotiva (premiéra podzim 2018)
- Dimitre Dinev: Kůže a nebe (premiéra podzim 2018)
- Anthony Neilson: Lháři (premiéra 17. prosince 2019)[2]
- S.d.Ch.: Hostina pro Jestřába (premiéra 21. prosince 2021)[3]
- Michael Kessler: Kšeft na Racka (premiéra 8. dubna 2025)[4]